# Armadilloniscus tuberculatus
Armadilloniscus tuberculatus là một loài chân đều trong họ Detonidae. Loài này được Holmes & Gay miêu tả khoa học năm 1909.